# Mickey Haller
Michael "Mickey" Haller, Júnior es un personaje literario creado por Michael Connelly para la novela The Lincoln Lawyer (El Inocente) (2005). Haller reside en Los Ángeles, donde trabaja como abogado defensor. Es el hermanastro paterno, hijo de Michael Haller, del principal personaje de Connelly, detective del LAPD  Hieronymus "Harry" Bosch. La serie Mickey Haller consta de 4 novelas publicadas, la última de ellas en diciembre de 2011 (The Fifth Witness).

## Biografía del personaje

### Antecedentes
Haller es bastante más joven que su hermanastro, Bosch. Mientras que Bosch era un adulto al conocer a su padre en su lecho de muerte, Michael Haller Sénior, Mickey tenía solo cinco años de edad. En el libro The Brass Verdict (El veredicto) se dice que tiene 42 años. Poco se sabe de la infancia fuera de la muerte de su padre Haller a una edad joven, y la herencia de este, una pistola Colt, ambos mencionados en The Lincoln Lawyer (El Inocente) (2005). Haller siguió los pasos de su padre, convirtiéndose en abogado defensor. Aparte de Bosch tiene dos hermanastros más.

### Vida personal
Haller ha estado casado dos veces, una a Maggie McPherson, fiscal del distro del condado de Los Ángles, con quien tiene una hija, Hayley. La pareja se divorció debido a que sus carreras están una frente a otra y a los problemas de Haller con las adicciones. Haller estaba defendiendo a los posibles delincuentes, mientras que McPherson estaba tratando de enjuiciar a los criminales, aunque nunca coincidieron en un juicio por motivos obvios. Su segunda esposa, Lorna Taylor, es actualmente la secretaria de Haller & Associados la firma de Mickey Haller. Mantiene buenas relaciones con sus dos exesposas (mejor con Lorna) y tiene la custodia compartida de su hija. En The Brass Verdict (El veredicto), Haller revela tener la custodia de su hija en fines de semana alternos y los miércoles.
Haller, durante la serie ha utilizado dos investigadores privados para sus defensas. El primero, Raúl "Mish" Levin fue asesinado durante los sucesos de The Lincoln Lawyer, su apodo de "Mish" le fue otorgado por Haller Haller después se enteró de su ascendencia mixta mexicano-judía. Su segundo investigador, Dennis, "Cisco" Wojciechowski, fue introducido en The Brass Verdict; Cisco y Lorna Taylor eran una pareja durante los acontecimientos de The Brass Verdict. Al final de libro The Brass Verdict está pensando en dejar de ser abogado defensor. 
En The Reversal, Haller se encuentra trabajando como fiscal. En esta novela, en la que está luchando para revertir la exoneración de Jason Jessup, un niño condenado por asesinato que fue liberado después de las pruebas de ADN le exoneraran del delito. Haller contrata a su hermanastro, Bosch para investigar Jessup.

## Apariciones

### Novelas

#### SerieMickey Haller
| # | Título                 | Título original      | Año  | Ocupación            | Compañeros                                                                                   | Caso                                          |
| - | ---------------------- | -------------------- | ---- | -------------------- | -------------------------------------------------------------------------------------------- | --------------------------------------------- |
| 1 | El inocente            | The Lincoln Lawyer   | 2005 | Abogado defensor     | Lorna Taylor (secretaria), Raúl Levin (investigador privado)                                 | Luis Roulet; acusado violador y asesino       |
| 2 | El veredicto           | The Brass Verdict    | 2008 | Abogado defensor     | Harry Bosch, Lorna Taylor (secretaria), Dennis, "Cisco" Wojciechowski (investigador privado) | Walter Elliot, acusado de asesinato           |
| 3 | La revocación          | The Reversal         | 2010 | Fiscal               | Harry Bosch                                                                                  | Jason Jessup; acusado de asesinar a una niña  |
| 4 | El quinto testigo      | The Fifth Witness    | 2011 | Abogado defensor     | Lorna Taylor (secretaria), Dennis, "Cisco" Wojciechowski (investigador privado)              | Bancario                                      |
| 5 | Los dioses de la culpa | The Gods of Guilt    | 2013 | Abogado defensor     | Lorna Taylor (secretaria), Dennis "Cisco" Wojciechowski.                                     | Glory Day; Ex clienta asesinada               |
| 6 | La ley de la inocencia | The Law Of Innocence | 2020 | Acusado de asesinato | Harry Bosch                                                                                  | Aparece un cadáver en el maletero de su coche |
| 7 | Resurrection Walk      | Resurrection Walk    | 2023 | Abogado defensor     | Harry Bosch                                                                                  |                                               |

#### SerieHarry Bosch
- 14. Nueve dragones (9 Dragons) (2009)
- 18. Del otro lado (The Crossing) (2015)
- 19. El lado oscuro del adiós (The Wrong Side of Goodbye) (2016)
- 20. Las dos caras de la verdad (Two Kinds of Truth) (2017)
- 22. Fuego nocturno (The Night Fire) (2019)

### Cuentos
- "The Perfect Triangle" (2010)
- "Burnt Matches" (2016)

## Adaptaciones
- The Lincoln Lawyer (2011), película dirigida por Brad Furman, basada en la novela El inocente
- The Lincoln Lawyer (2022), serie creada por David E. Kelley, basada en las novelas de la serie